# Чоори, Шандор
Ша́ндор Чо́ори (венг. Csoóri Sándor; 3 февраля 1930, Замой, Фейер — 12 сентября 2016) — венгерский поэт, прозаик и журналист, драматург, киносценарист. Общественный деятель, правозащитник.

## Биография
Родился в крестьянской семье. Учился в реформатской школе. Поступил в Будапештский университет, из-за болезни не доучился. Дебютировал как поэт в 1953. С начала 1960-х — один из лидеров интеллектуальной и политической оппозиции официальному курсу. Работал в кино как сценарист, снят в эпизодической роли в фильме Миклоша Янчо Кантата (1963). 
Во второй половине 1980-х — среди руководителей Венгерского демократического форума. С 1988 активно работает в оппозиционном журнале венг.  Hitel («Вера»), c 1992 — его главный редактор. Отстаивает права венгерского меньшинства в различных странах мира, в 1991—2000 возглавлял Всемирный союз венгров.
Стихи Чоори выходили книгами на английском и шведском языках.

## Признание
Лауреат премии Аттилы Йожефа (1954, 1970), премии Гердера (1981), Лайоша Кошута (1990, 2012), Балинта Балашши (2006) и др.

## Публикации на русском языке
- Мое второе рождение// Венгерская поэзия. XX век. М.: Художественная литература, 1982, с.532-535
- Государство и писательская фантазия. Контекст знакомых понятий// Венгры и Европа. Сб. эссе. М.: НЛО, 2002